# إيان وود
السير إيان كلارك وود (بالإنجليزية: Ian Wood)‏ (ولد في 21 يوليو 1942) رجل أعمال إسكتلندي حاصل على رتبة الإمبراطورية البريطانية. يعرف بسبب إسهاماته العديده في مجال صناعة نفط بحر الشمال في شركته مجموعه وود. وهو المسئول الأساسي عن تحويلها من شركة ذات حجم ونفوذ متواضع تقدم خدمات السوق الأولية إلى منظمة كبيرة تغطي احتياج أكثر من 50 دوله. شغل إيان منصب المدير التنفيذي للشركة منذ عام 1967 إلى عام 2006. ورئيس الشركة حتى عام 2012.
يعتبر إيان وود من أثرى رجال الأعمال الإسكتلنديين بصافي ثروة وصلت تقريبا إلى 2.15 مليار دولار (حسب إحصائية عام 2015).
في عام 2007، أسس إيان وعائلته منظمة وود للأعمال الخيرية.

## السيرة الذاتية

### النشأة
ولد إيان في أبردين، إسكتلندا في 21 يوليو 1942، تعلم في كلية روبرت جوردن ثم في جامعة أبردين، حيث درس الفلسفة وتخرج في عام 1964.

### الحياة العملية

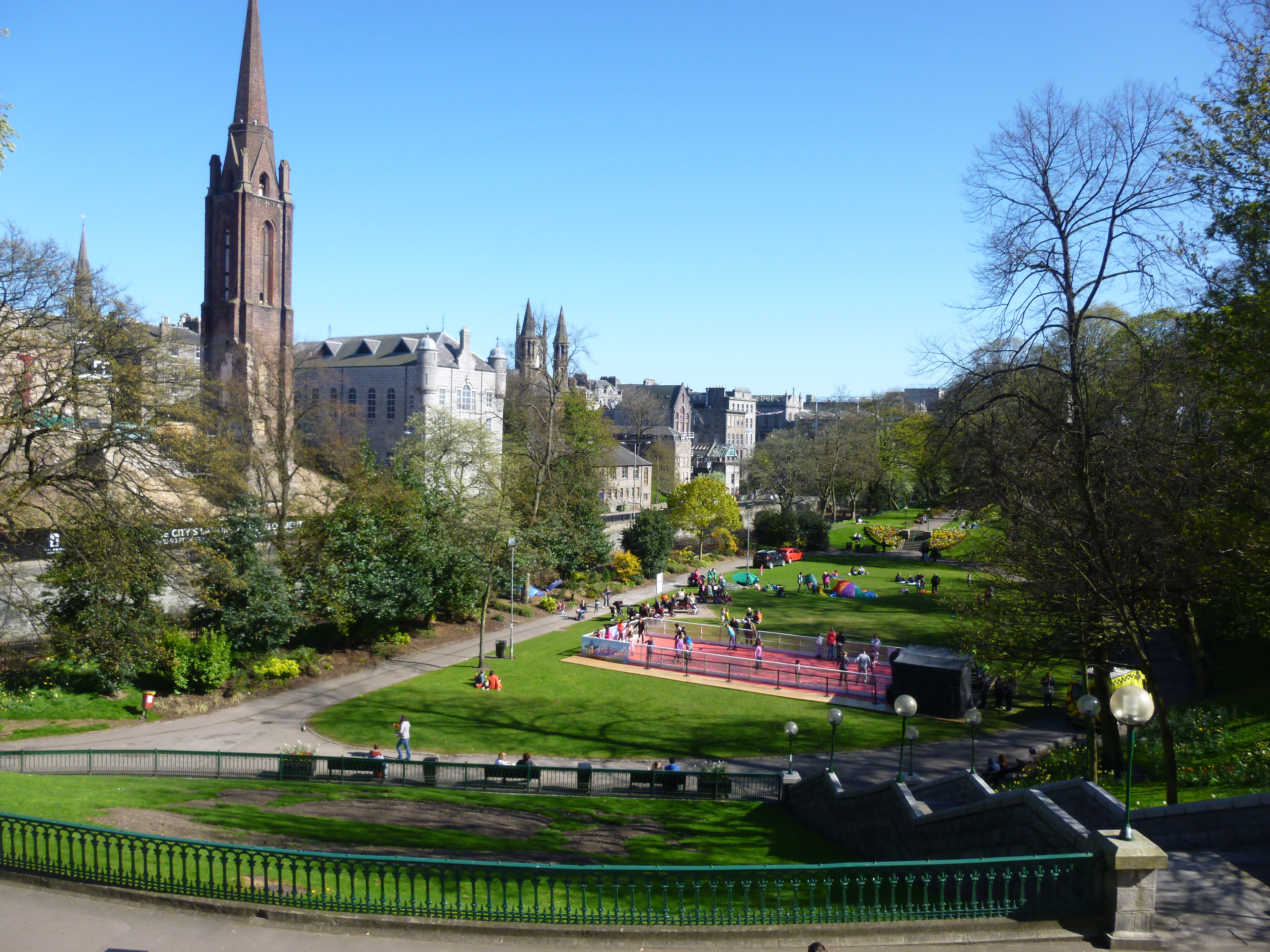
الحدائق الوطنية في أبردين

بعد أن أنهى إيان حياته الجامعية بدأ مسيرته في إداره أعمال عائلته، وأصبح مدير إداره في عام 1967. حصل على رتبة الإمبراطورية البريطانية (CBE) في تكريمات عام 1982. ولقب بفارس في تكريمات عام 1994.
حصل إيان على درجة الدكتوراه الفخرية من قبل كلا من جامعة أبردين في عام 1984، جامعة روبرت غوردون في أبردين في عام 1998، جامعة جلاسجلو في عام 2002، وجامعة هيروت وات في عام 2012. يشغل إيان منذ عام 2004 منصب رئيس جامعة روبرت غوردون..
في إبريل 2010، قبل مجلس إداره المدينة إستثماره المشروط البالغ قيمته 85 مليون دولار (تم التأكيد على 50 مليون دولار في حين تم ترك 35 مليون في حالة تخطي المشروع الميزانية المتوقعة له). بالإضافة إلى مشروع تجديد الحدائق الوطنية والتي بلغت ميزانيته 140 مليون دولار. الأمر الذي لاقي دعم بعض رجال الأعمال المحليين بالرغم من معارضة عدد كبير من المواطنين. تمت الموافقة على المشروع من قبل التحكيم ولكن تم تأجيل المشروع من قبل مجلس إدارة المدينة.
في 19 يوليو 2012، أعلن وود عن نيته للإستقاله من منصبه كرئيس لمجموعة وود معلنا أليستر لانجلاد خلفا له.
في 2014 بلغت صافي ثروة وود ما يقرب من 1.32 مليار دولار. وود هو رئيس منظمة وود والتي تهدف إلى الإستثمار في مجالين أساسيين وهما فتح سوق عمل للفقراء في أفريقيا جنوب الصحراء الكبرى وتطوير وتنمية الشباب في إسكتلندا. تنطبق على المؤسسة كافة قوانين وأعراف الجمعيات الخيرية المتعرف عليها. تقبل المؤسسة التبرعات المالية والجهود الشبابية.
في تكريمات عام 2016، حصل وود على رتبة الإمبراطورية البريطانية (GBE) لإسهاماته في مجالي صناعة البترول والغاز الطبيعي.

## الحياة الشخصية
رزق وود بثلاثه أطفال من زوجته هيلين وود، 6 أحفاد. يعيش وود في بريطانيا ويمتلك وود منزل ثان على بحيرة تومل، بيتلوتشري، إسكتلندا.

## وصلات خارجية
- إيان وود.
- مقابله مع رجل الأعمال السير إيان وود.
- إيان وود يصرح أن الشعب الإسكتلندي يجري تضليله بخصوص احتياطات النفط والغاز.